# La Bataille (roman de Farrère)
Pour les articles homonymes, voir La Bataille (roman) et Bataille (homonymie).
Ne doit pas être confondu avec La Bataille (roman de Rambaud).
La Bataille est un roman de Claude Farrère paru en 1909 qui a pour cadre le conflit russo-japonais de 1905, et qui a connu un succès considérable (un million d'exemplaires vendus).
La bataille en question est celle de Tsushima qui vit l'escadre japonaise de l'amiral Togo détruire en quelques heures la flotte Russe de l'amiral Rojestvenski.

## L'intrigue
Jean-François Felze, quinquagénaire élégant et peintre mondain réputé, voyage sur le yacht de Mrs Betsy Hockley, une superbe et riche américaine dont il est épris mais qui le traite comme un domestique. Lors d'une escale à Nagasaki, au Japon, il accepte de faire dans un bref délai le portrait de Mitsouko, la jeune épouse du marquis Yorisaka, jeune lieutenant de vaisseau de la marine impériale japonaise qui souhaite embarquer ce portrait à bord de son navire, le Nikko. Vivant à l'européenne, formé aux techniques occidentales modernes et avide d'en apprendre les secrets, Yorisaka est d'ailleurs très ami avec Herbert Fergan, un officier de liaison de la Royal Navy (qui est secrètement amoureux de Mitsouko). Un autre officier de la marine japonaise, le vicomte Hirata, est beaucoup plus réticent face à l'influence occidentale. Tradition et modernité, fidélité au code d'honneur ancestral et nécessités du progrès, les personnages symbolisent un Japon en pleine mutation et à un tournant important de son destin. Car nous sommes en 1905, et la flotte russe se présente au large des côtes de l'archipel nippon, prête à attaquer. L'affrontement éclate. Mitsouko attend dignement l'issue de la bataille…
Le livre porte à son début une citation du philosophe chinois Mencius (Meng Tzeu): « Je n’ai jamais entendu dire que quelqu’un eut réformé l’Empire en se déformant soi-même ; encore moins qu’il eut réformé l’Empire en se déshonorant soi-même ».  Ceci peut être en référence à l’attitude de certains personnages japonais du livre, comme le marquis Yorisaka, ou bien une allusion aux réformes de l’Ere Meiji qui imposèrent à marche forcée des pratiques occidentales aux japonais.

## Adaptations
Au théâtre
En 1921, en conservant le titre, le roman est adapté pour la scène par Pierre Frondaie, et représenté au théâtre Antoine avec Firmin Gémier et Charles Boyer.
Au cinéma
- En 1924 sort La Bataille, un film muet français adapté du roman, coréalisé par Sessue Hayakawa et Édouard-Émile Violet[1].
- En 1934 sort La Bataille, un film français scénarisé d'après le roman par Nicolas Farkas et Bernard Zimmer, et réalisé par Nicolas Farkas et Viktor Tourjanski avec Charles Boyer (le marquis Yorisaka) et Annabella (la marquise Mitsouko Yorisaka)[2].
- En 1934 sort une reprise en langue anglaise du film de 1933, titrée The Battle, avec les mêmes réalisateurs, Charles Boyer reprenant le rôle du marquis, mais Merle Oberon se substituant à Annabella dans celui de la marquise[3].

## Autour du livre
Le parfum Mitsouko de Guerlain, créé en 1919, est baptisé en référence à l'héroïne du roman. Claude Farrère est un ami de son créateur Jacques Guerlain.
Le personnage d'Herbert Fergan, officier de la Royal Navy embarqué à bord du cuirassé (fictif) Nikko, est peut-être inspiré de William Pakenham, embarqué sur le cuirassé Asahi en qualité d'officier de liaison. (Officiellement neutre, la Grande-Bretagne fournissait la marine japonaise en navires modernes et redoutait le déploiement naval de la Russie vers les mers chaudes) . Plus chanceux que son double littéraire, Pakenham ne fut que légèrement blessé à la Bataille de Tsushima par un obus russe qui déchiqueta un matelot japonais à côté de lui. Ensanglanté de la tête aux pieds, Pakenham, avec un flegme tout britannique, se retira quelques instants dans sa cabine, endossa un uniforme de parade immaculé et revint à son poste.